# دیوید نیکا
دیوید نیکا (انگلیسی: David Nyika؛ زادهٔ ۲۷ فوریهٔ ۱۹۹۵) بوکسور اهل نیوزیلند است.